# جوليان جيرارد
جوليان جيرارد (بالفرنسية: Julien Girard)‏ (5 يوليو 1984 بسان مارتان ديريس في فرنسا - ) هو لاعب كرة قدم فرنسي في مركز الهجوم. لعب مع نادي غويونيون وSO Romorantin ‏ وAFC Compiègne ‏.

## وصلات خارجية
- جوليان جيرارد على موقع قاعدة بيانات كرة القدم.إي يو (الإنجليزية)